# Lista över avsnitt av The Real Ghostbusters
Detta är en lista över avsnitt av tecknade TV-serien The Real Ghostbusters, som ursprungligen sändes 1986-1991 i ABC. Notera att serien gick med titeln Slimer! and the Real Ghostbusters säsongerna 4-7. Avsnitten 108 - 113 sändes som 15 minuter långt avsnitt.

## Säsong 1 (1986)
| Nr | Titel                         |
| -- | ----------------------------- |
| 1  | Ghosts Я Us                   |
| 2  | Killerwatt                    |
| 3  | Mrs. Roger's Neighborhood     |
| 4  | Slimer, Come Home             |
| 5  | Troll Bridge                  |
| 6  | The Boogieman Cometh          |
| 7  | Mr. Sandman, Dream Me A Dream |
| 8  | When Halloween Was Forever    |
| 9  | Look Homeward, Ray            |
| 10 | Take Two                      |
| 11 | Citizen Ghost                 |
| 12 | Janine's Genie                |
| 13 | X-mas Marks the Spots         |

## Säsong 2 (1987)
| Nr | Titel                               |
| -- | ----------------------------------- |
| 14 | Knock Knock                         |
| 15 | Station Identification              |
| 16 | Play Them Ragtime Boos              |
| 17 | The Spirit of Aunt Lois             |
| 18 | Sea Fright                          |
| 19 | Cry Uncle                           |
| 20 | Adventures in Slime and Space       |
| 21 | Night Game                          |
| 22 | Venkman's Ghost Repellers           |
| 23 | The Old College Spirit              |
| 24 | Ain't NASA-Sarily So                |
| 25 | Who're You Calling Two-Dimensional? |
| 26 | A Fright at the Opera               |
| 27 | Doctor, Doctor                      |
| 28 | Ghost Busted                        |
| 29 | Beneath These Streets               |
| 30 | Boo-Dunit                           |
| 31 | Chicken, He Clucked                 |
| 32 | Ragnarok and Roll                   |
| 33 | Don't Forget the Motor City         |
| 34 | Banshee Bake a Cherry Pie?          |
| 35 | Who's Afraid of the Big Bad Ghost   |
| 36 | Hanging By a Thread                 |
| 37 | You Can't Take It With You          |
| 38 | No One Comes to Lupusville          |
| 39 | Drool, the Dog-Faced Goblin         |
| 40 | The Man Who Never Reached Home      |
| 41 | The Collect Call of Cathulhu        |
| 42 | Bustman's Holiday                   |
| 43 | The Headless Motorcyclist           |
| 44 | The Thing in Mrs. Faversham's Attic |
| 45 | Egon on the Rampage                 |
| 46 | Lights! Camera! Haunting!           |
| 47 | The Bird of Kildarby                |
| 48 | Janine Melnitz, Ghostbuster         |
| 49 | Apocalypse—What, Now?               |
| 50 | Lost and Foundry                    |
| 51 | Hard Knight's Day                   |
| 52 | Cold Cash and Hot Water             |
| 53 | The Scaring of the Green            |
| 54 | They Call me MISTER Slimer          |
| 55 | Last Train to Oblivion              |
| 56 | Masquerade                          |
| 57 | Janine's Day Off                    |
| 58 | The Ghostbusters in Paris           |
| 59 | The Devil in the Deep               |
| 60 | Ghost Fight at the O.K. Corral      |
| 61 | Ghostbuster of the Year             |
| 62 | Deadcon I                           |
| 63 | The Cabinet of Calamari             |
| 64 | A Ghost Grows in Brooklyn           |
| 65 | The Revenge of Murray the Mantis    |
| 66 | Rollerghoster                       |
| 67 | I Am the City                       |
| 68 | Moaning Stones                      |
| 69 | The Long, Long, Long, Etc. Goodbye  |
| 70 | Buster the Ghost                    |
| 71 | The Devil to Pay                    |
| 72 | Slimer, Is That You?"               |
| 73 | Egon's Ghost                        |
| 74 | Captain Steel Saves the Day         |
| 75 | Victor the Happy Ghost              |
| 76 | Egon's Dragon                       |
| 77 | Dairy Farm                          |
| 78 | The Hole in the Wall Gang           |

## Säsong 3 (1987)
| Nr | Titel                          |
| -- | ------------------------------ |
| 79 | Baby Spookums                  |
| 80 | It's A Jungle Out There        |
| 81 | The Boogeyman Is Back          |
| 82 | Once Upon a Slime              |
| 83 | The Two Faces of Slimer        |
| 84 | Sticky Buisness                |
| 85 | Halloween II 1/2               |
| 86 | Loathe Thy Neighbor            |
| 87 | Big Trouble With Little Slimer |
| 88 | The Copycat                    |
| 89 | Camping It Up                  |
| 90 | The Grundel                    |
| 91 | Transylvanian Homesick Blues   |

## Säsong 4 (1988)
| Nr | Titel                 |
| -- | --------------------- |
| 92 | Flipside              |
| 93 | Poultrygeist          |
| 94 | The Joke's on Ray     |
| 95 | Standing Room Only    |
| 96 | Robo-Buster           |
| 97 | Short Stuff           |
| 98 | Follow The Hearse     |
| 99 | The Brooklyn Triangle |

## Säsong 5 (1989)
| Nr   | Titel                                        |
| ---- | -------------------------------------------- |
| 100  | Something's Going Around                     |
| 101  | Three Men And An Egon                        |
| 102  | Elementary My Dear Winston                   |
| 103  | If I Were a Witch Man                        |
| 104  | Partner in Slime                             |
| 105  | Future Tense                                 |
| 106  | Jailbusters                                  |
| 107  | The Ghostbuters Live! from Al Capone's Tomb! |
| 108A | Trading Faces                                |
| 108B | Transcendental Tourists                      |
| 109A | Surely You Joust                             |
| 109B | Kitty-Cornered                               |
| 110A | Slimer's Curse                               |
| 110B | Til Death Do Us Part                         |
| 111A | It's About Time                              |
| 111B | The Ransom of Greenspud                      |
| 112A | Revenge of the Ghostmaster                   |
| 112B | Loose Screws                                 |
| 113A | Venk-Man!                                    |
| 113B | Slimer Streak                                |
| 114  | The Halloween Door                           |

## Säsong 6 (1990)
| Nr  | Titel                                   |
| --- | --------------------------------------- |
| 115 | Russian About                           |
| 116 | The Haunting of Heck House              |
| 117 | You Can't Teach an Old Demon New Tricks |
| 118 | Janine, You've Changed                  |
| 119 | Mean Green Teen Machine                 |
| 120 | Spacebusters                            |
| 121 | Guess What's Coming to Dinner           |
| 122 | Very Beast Friends                      |
| 123 | Ghostworld                              |
| 124 | Afterlife in the Fast Lane              |
| 125 | The Slob                                |
| 126 | Busters in Toyland                      |
| 127 | My Left Fang                            |
| 128 | Stay Tooned                             |
| 129 | The Magnificent Five                    |
| 130 | Deja Boo                                |

## Säsong 7 (1991)
| Nr  | Titel                            |
| --- | -------------------------------- |
| 131 | The treasure of Sierra Tamale    |
| 132 | Not now, Slimer!                 |
| 133 | Attack of the B-Movie Monsters   |
| 144 | 20, 000 leagues under the street |

## Slimer
| Nr | Titel                         |
| -- | ----------------------------- |
| 1  | Doctor Dweeb, I Presume       |
| 2  | Nothing to Sneeze At          |
| 3  | A Mouse in the House          |
| 4  | Quickslimer Messenger Service |
| 5  | Cruisin' for a Bruisin        |
| 6  | Slimer for Hire               |
| 7  | Special Delivery              |
| 8  | Go-pher It                    |
| 9  | Cash or Slime                 |
| 10 | Monkey See, Monkey Don't      |
| 11 | Pigeon-Cooped                 |
| 12 | Slimer's Silly Symphony       |
| 13 | Space Case                    |
| 14 | Room at the Top               |
| 15 | The Not-So-Great Outdoors     |
| 16 | Dr. Strangedog                |
| 17 | Class Clown                   |
| 18 | Movie Madness                 |
| 19 | Little Green Sliming Hood     |
| 20 | Rainy Day Slimer              |
| 21 | Tea but not Sympathy          |
| 22 | Dog Days                      |
| 23 | Dog Days                      |
| 24 | Up Close and Too Personal     |
| 25 | Slimer & the Beanstalk        |
| 26 | Show Dog Showdown             |
| 27 | Sticky Fingers                |
| 28 | Unidentified Sliming Object   |
| 29 | Don't Tease the Sleaze        |
| 30 | Out with Grout                |
| 31 | Friend Or Foe                 |
| 32 | Out with Grout                |
| 33 | The Dirty Half-Dozen          |

### Fotnoter
1. ↑  ”The Real Ghostbusters” (på engelska). TV.Com. Arkiverad från originalet den 2 februari 2017. https://web.archive.org/web/20170202054207/http://www.tv.com/shows/the-real-ghostbusters/. Läst 26 januari 2017.